# Грин, Дэвид (бизнесмен)
Дэвид Грин (англ. David Green; род. прибл. в 1956 году, Ипсиланти, Мичиган, США) — серийный социальный предприниматель и менеджер, специализирующийся на инженерных решениях и бизнес-решениях в здравоохранении для беднейших слоёв населения мира и инвалидов, следуя идеям «сострадательного капитализма» (англ. compassionate capitalism).
Наиболее известен как создатель предприятия Aurolab по производству искусственных хрусталиков при Aravind Eye Hospitals в Мадурае (штат Тамилнад, Индия) с целью сделать их доступными для бедных при операциях по лечению катаракты, которое впоследствии переросло в одно из крупнейших предприятий отрасли, поставляя свою продукцию более чем в 109 стран, с долей около 10 % мирового рынка.
Предприятия, организованные Грином в разное время, производят также хирургический шовный материал, слуховые аппараты, поставляют решения в области солнечной энергетики и другие товары для слабозащищённых слоёв населения.
Дэвид Грин — вице-президент Фонда «Ашока» (с 2004 года), сооснователь Sound World Solutions, также сотрудничает с Pacific Vision Foundation, California HealthCare Foundation, Grameen Health (Бангладеш) и Venture Strategies.

## Биография
Дэвид Грин родился в Ипсиланти (Мичиган, США).
С отличием окончил Мичиганский университет (Мичиганская школа общественного здравоохранения (англ. Michigan School of Public Health); бакалавриат в 1978, магистратуру в 1985).
Во время учёбы в университете работал плотником.
В 1983 году начал работать над программами Seva Foundation в Aravind Eye Hospitals в Мадурае (Тамилнад, Индия).
Больница производила доступные операции по лечению катаракты, и первоначально Фонд Сева предполагал закупать необходимые искусственные хрусталики на пожертвования.
Однако Грин предложил более устойчивую модель развития.
Благодаря его инженерным познаниям удалось разработать схему собственного производства, позволившего снизить стоимость в сто раз.
В 1992 году при госпитале им было создано предприятие Aurolab, производящее интраокулярные линзы (ИОЛ) — пластиковые имплантаты, используемые для восстановления зрение пациентов, страдающих от катаракты и других заболеваний глаз.
Он участвовал в разработке крупных программ ухода за глазами в Китае, Индии, Непале, Египте, Танзании, Бангладеш и Гватемале, организовав сеть учебных заведений, которые помогли создать и вывести на самоокупаемый устойчивый уровень около 300 проектов по уходу за глазами.
В 1996 году он обратил внимание на низкую доступность стерильных хирургических шовных материалов в развивающихся странах.
Усилиями Дэвида Грина было создано их производство в Aurolab, по цене в пять раз ниже, чем у традиционных производителей.
В 1997 году он создаёт в качестве подразделения Фонда Сева социальное предприятие SutraTec, которое получает прибыль от продажи медицинских шовных материалов при их невысокой стоимости.
В 2000 году основал и возглавил некоммерческую организацию Project Impact, Inc., целью которой стало распространение доступных для населения медицинских технологий в Индии, Непале, Танзании, Египте, Малави, Сальвадоре и Гватемале.
Тогда же он впервые обращает внимание на слуховые аппараты.
Участвовал в создании фондом «Ашока» и Deutsche Bank «Глазного фонда» (англ. Eye Fund), который предоставляет 15 млн долларов США в качестве доступного кредитного финансирования программ ухода за глазами.
Стал сооснователем Oxford Lotus Health Fund, который инвестирует в здравоохранение и устойчивое развитие бедных стран.
В 2004 году Дэвид Грин становится вице-президентом фонда «Ашока» и сосредотачивается на инструментах по развитию социального предпринимательства в глазном здоровье и солнечной энергетике.
В 2007 году стал сооснователем Sound World Solutions — компании-разработчика и производителя доступных слуховых аппаратов и других технологических решений для слабослышащих.

## Личная жизнь
Проживает с семьёй в Беркли (Калифорния, США).

## Награды и премии
В 2001 году Дэвид Грин стал почётным членом фонда «Ашока».
В 2002 году признан Фондом Шваба ведущим социальным предпринимателем.
В 2004 году Дэвид Грин получил премию Мак-Артура в размере 500 тыс. долларов США.
В 2009 году получил премию «Душа Хелен Келлер» (англ. Spirit of Helen Keller).
В том же году признан заслуженным выпускником Мичиганского университета, получив премию Alumni Humanitarian Service.